# Алексей Йонов
Алексей Йонов е руски футболист, полузащитник на ФК Краснодар. Известен е като „лошото момче на руския футбол“ поради буйния си характер и честото неспазване на дисциплината. Има 39 мача и 4 гола за руския национален отбор.

## Кариера
От шестгодишен е в школата на Зенит. От 2007 играе в дублиращия отбор на „питерци“, а от 2008 – в мъжкия. От февруари 2009 е младежки национал на Русия. През лятото на 2010 в контролите е използван като ляв бек, но все още няма записан мач на тази позиция. През 2010/11 вкарва 2 гола в Лига Европа – срещу Андерлехт и Хайдук Сплит. В март 2011 Алексей вкарва победния гол в мачът за суперкупата на Русия срещу ЦСКА Москва. На 29 март дебютира за националния тим на Русия в контрола с Катар, а на 17 април вкарва най-бързият гол в историята на Зенит – срещу Амкар.
На 2 ноември 2011 Алексей е арестуван поради каране в нетрезво състояние и обида срещу полицай, в резултат на което той е глобен с 2000 рубли.
В началото на 2012 преминава в Кубан. След много силен сезон в краснодарския отбор, който за първи път в историята си попада в евротурнирите, Йонов подписва с Анжи. След само няколко мача от сезона бюджетът на отбора е орязан и много футболисти, включително и Йонов, преминават в Динамо Москва. В Динамо Йонов успява да блесне и да си върне мястото в националния отбор. Повикан е за световното в Бразилия през 2014 г., но сборная отпада още в групите.
През сезон 2014/15 е един от лидерите на Динамо, като вкарва 13 гола във всички турнири. На следващия сезон обаче синьо-белите изпадат от Премиер лигата за първи път в историята си.
През лятото на 2016 г. преминава под наем в ЦСКА Москва.

## Изочници
1. ↑  ПФК ЦСКА арендовал Алексея Ионова